# Сельмерсхайм, Тони
Тони Сельмерсхайм, Жозеф Поль Антони Сельмерсхайм (фр. Tony Selmersheim, Joseph Paul Anthony Selmersheim; 2 июня 1871, Сен-Жермен-ан-Ле — 16 августа 1971, Юсси-сюр-Марн, Сена и Марна) — французский архитектор, декоратор интерьера и проектировщик мебели периода модерна.

## Биография
Жозеф Поль Антони Сельмерсхайм родился 2 июня 1871 года в Сен-Жермен-ан-Ле, городе на реке Сене, в 19 км к западу от Парижа. Его родителями были Антуан Поль Сельмерсхайм, архитектор-реставратор, и Мадлен (или Мария) Викторина Луиза Эжени Напль. Брат — Пьер Сельмерсхайм.
В 1890 году Жозеф Поль Антони (в семье его звали кратко Тони) поступил в Национальную школу декоративных искусств, курс которой закончил, обучаясь в классах Эжена Грассе. В 1895 году в Салоне национального общества он представил проект библиотеки технической литературы, что было весьма необычно для художественных салонов того времени.
В 1895 году Сельмерсхайм организовал и возглавил «Общество пяти» (Société des cinq: Тони Сельмерсхайм, Феликс Обер, Александр Шарпантье, Жан Дамп и Этьен Моро-Нелатон), целью которого было обновить процесс проектирования мебели с учётом новых материалов и технологий). В 1896 году архитектор Шарль Плюме присоединился к «Société des cinq», которое сначала превратилось в «Société des Six», а с 1897 года с приходом других членов (в том числе Луи Сореля, Анри Нока и Анри Соважа) в объединение «Искусство во всём» (l’Art dans Tout), ассоциацию архитекторов, декораторов и скульпторов, которые стремились обновить декоративное искусство в период с 1896 по 1901 год.
Как архитектор Тони работал вместе с Шарлем Плюме и Морисом Дюфреном, в том числе для художественной галерее «Современный дом» (La Maison Moderne), открытой в Париже в 1899 году Юлиусом Мейером-Грефе. В выставочных залах галереи были представлены комнаты, оформленные в «новом стиле», или в стиле «модерн», такими мастерами как Анри ван де Велде и Виктор Орта.
К началу XX века партнёрство Сельмерсхайма и Плюме стало ведущим в Париже. Художники попытались объединить британские и бельгийские стилевые инновации с французским вкусом. Однако здания, которые они вместе проектировали, не были особенно новаторскими, если не считать добавления криволинейного орнамента в стиле «удара бича», что было ново для того времени.
В 1904 году архитектор и теоретик нового стиля Франц Журден написал положительную статью о творчестве Сельмерсхайма. Он отметил, что Сельмерсхайм стремился быть не столько декоратором, сколько дизайнером. Он рассказал о комнате, полностью спроектированной Сельмерсхаймом, включая общую структуру, отделку и мебель, которая избавила жителя от необходимости заботиться о том, чтобы сделать свой дом пригодным для проживания.
Гюстав Сулье считал, что Плюме и Сельмерсхайм были истинными новаторами в проектировании мебели, сочетающей в себе качество изготовления, элегантность и функциональность.
Сельмерсхайм скончался в возрасте ста лет 16 августа 1971 года в Юсси-сюр-Марн, департамент Сена и Марна.
Одним из его учеников с 1916 года был Жак Адне.

## Галерея

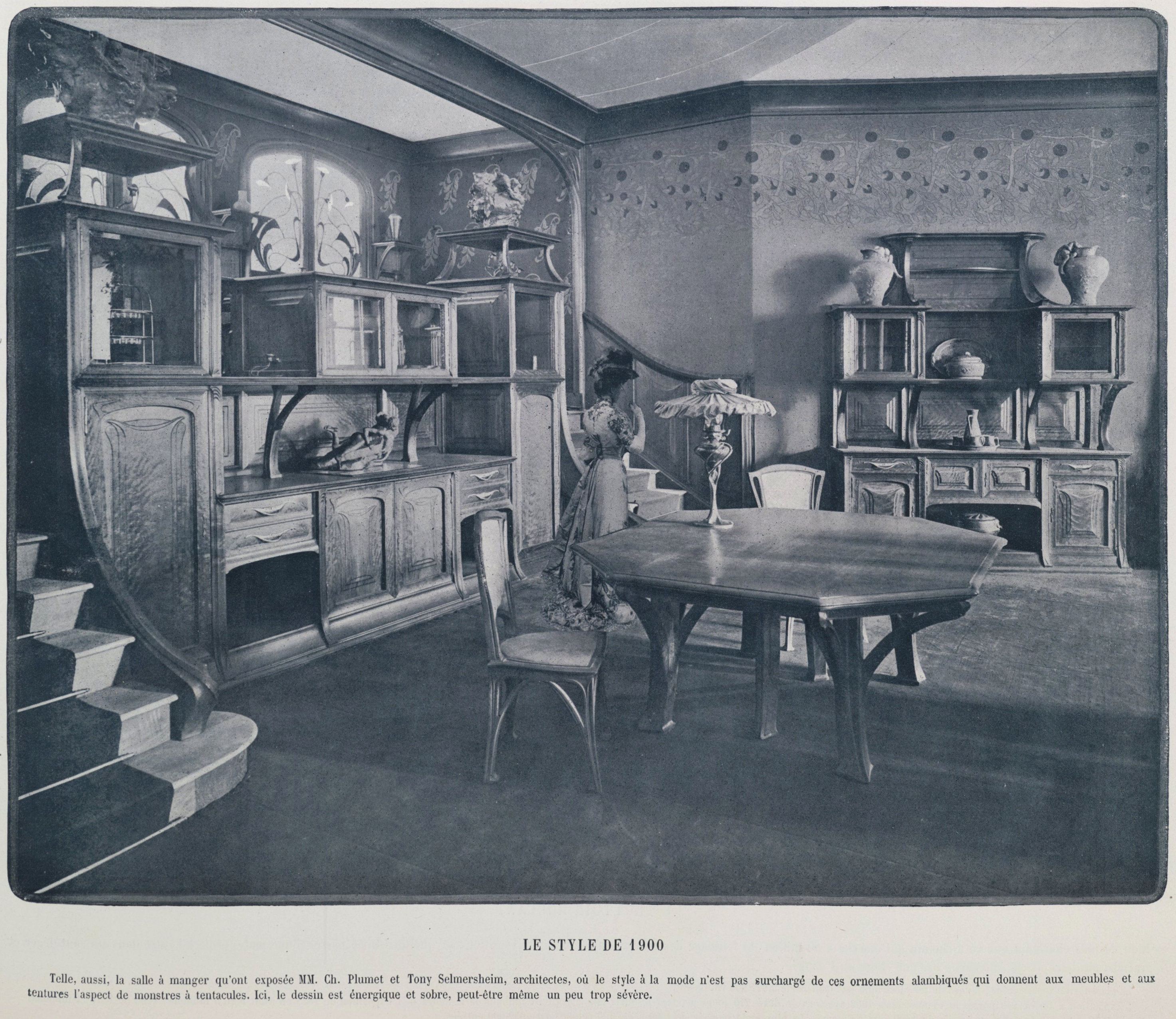
Ш. Плюме и Т. Сельмерсхайм. Интерьер комнаты на Всемирной выставке в Париже 1900 г.
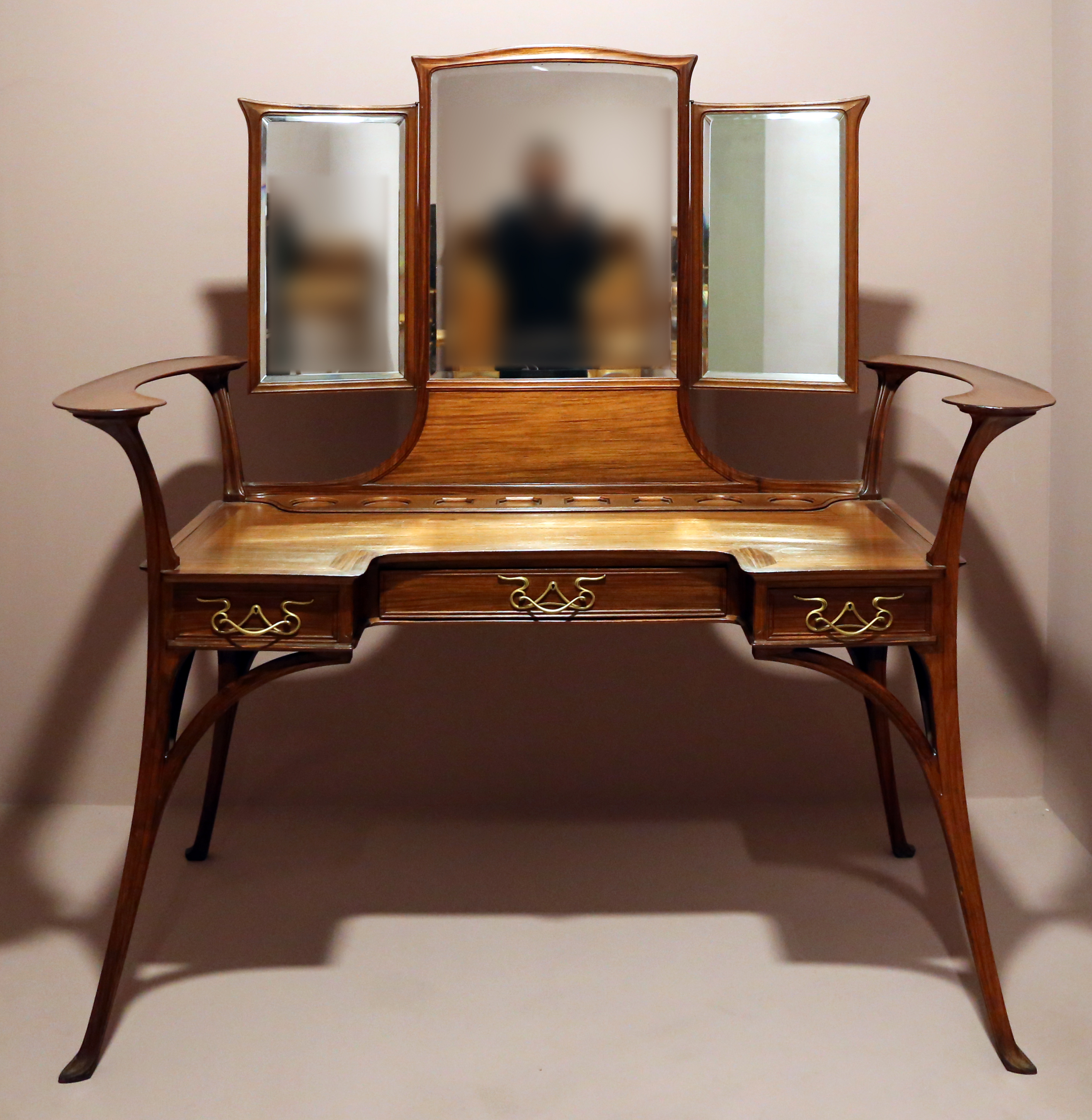
Ш. Плюме и Т. Сельмерсхайм. Туалетный столик. 18961897. Музей художественных ремёсел, Берлин
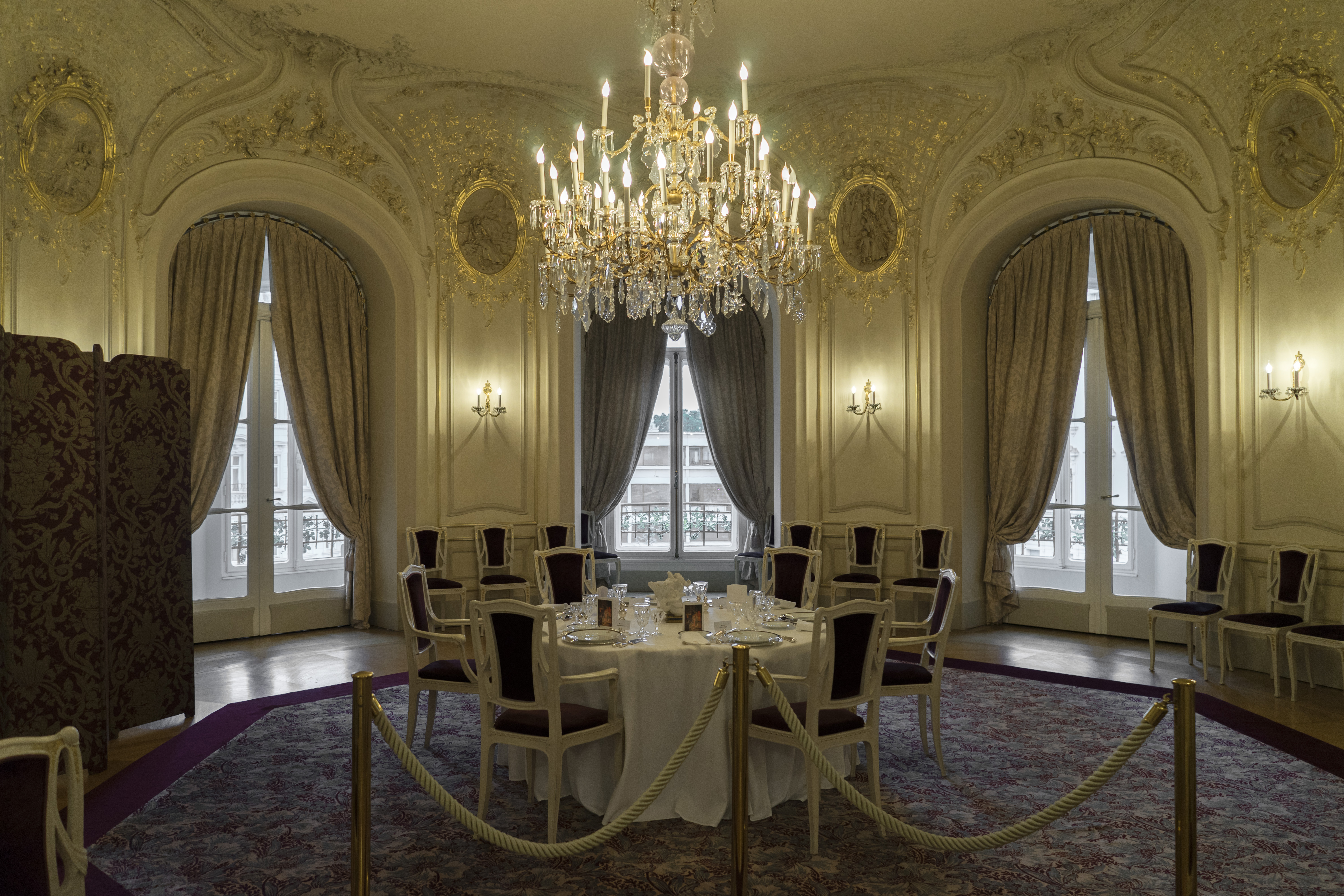
Столовая. Посольство Франции, Вена
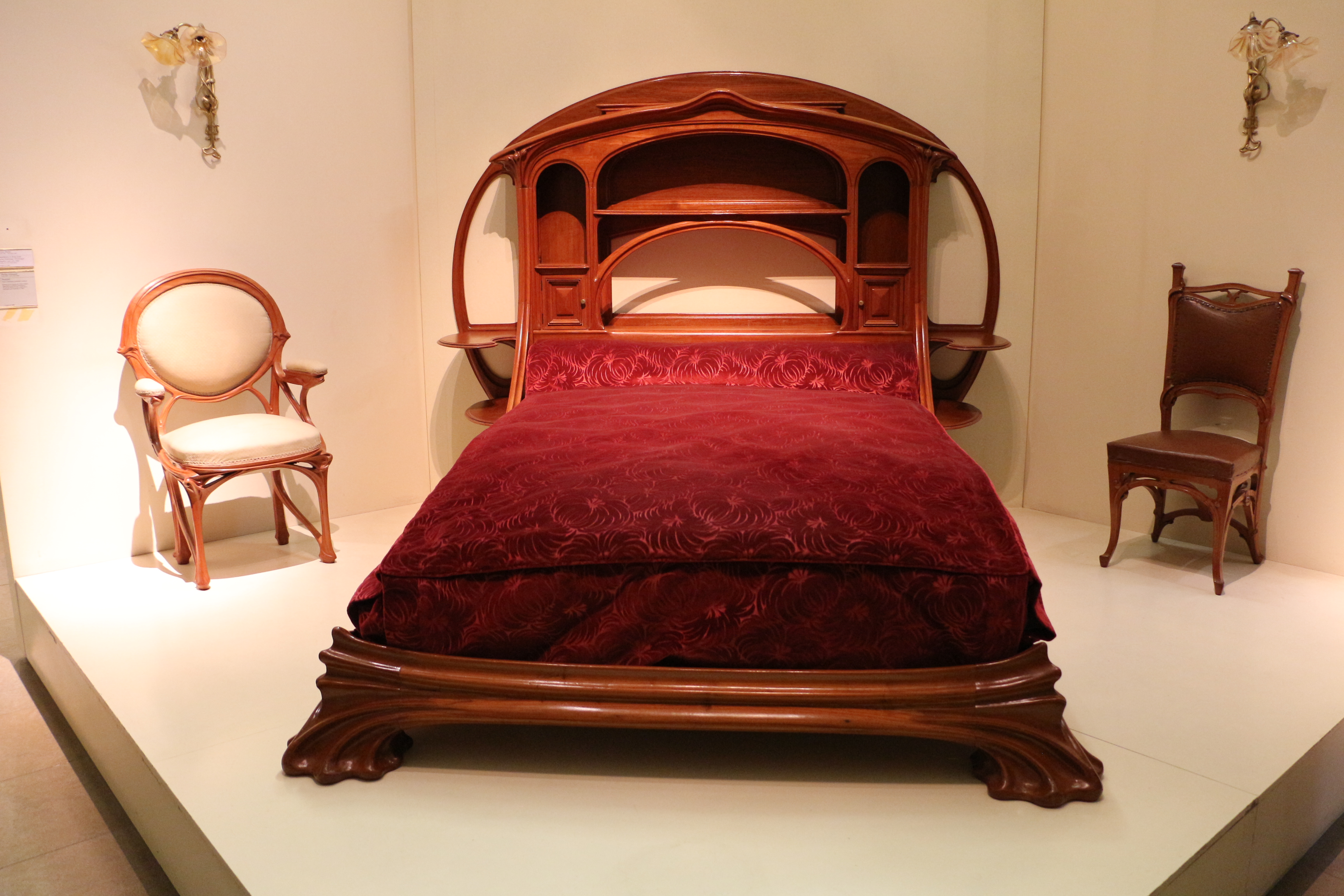
Кровать. 1898—1899. Музей Д’Орсе, Париж
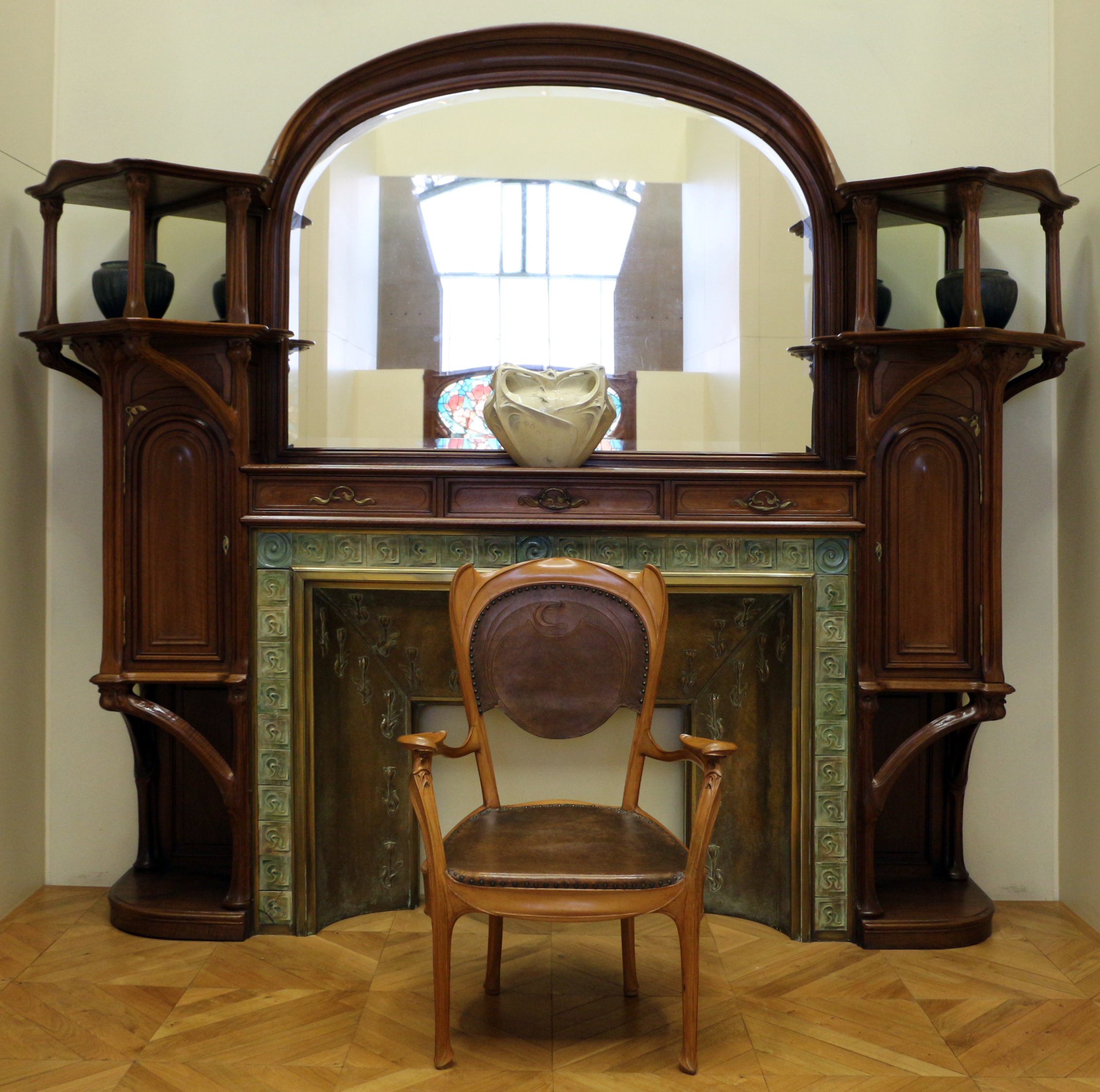
Камин и зеркало. 1898—1899. Кресло Э. Гимара. 1905. Музей Д’Орсе, Париж
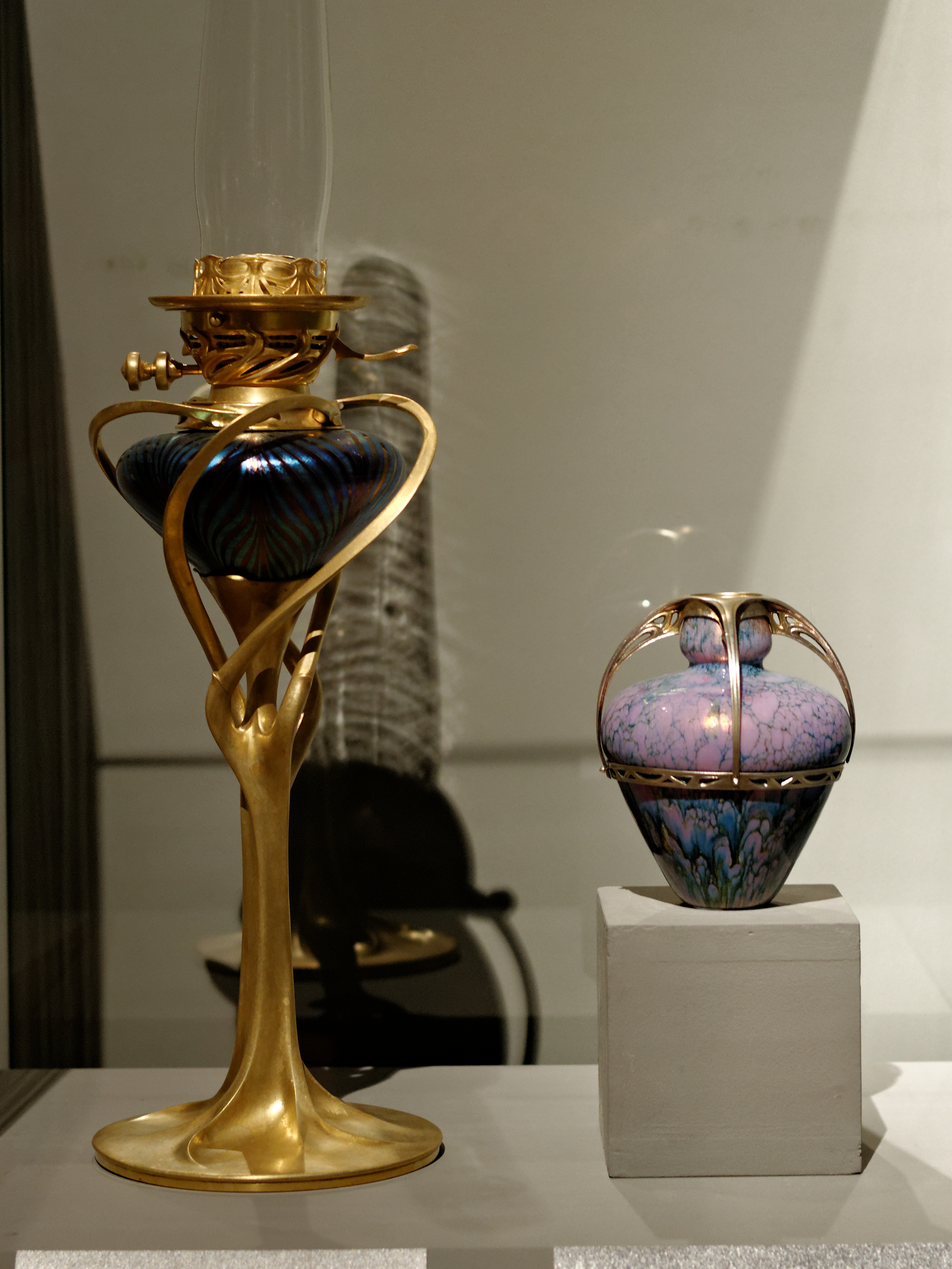
Лампа. 1898. Ваза М. Дюфрена. Ок. 1900. Стекло, бронза. Музей прикладных искусств, Будапешт